# Ősnemzés
Az Ősnemzés a Nevergreen gothic-doom metal együttes nyolcadik nagylemeze. A Hammer Music gondozásában jelent meg 2004-ben. Az album a 22. helyre került a Mahasz Top 40 albumlistáján.
A lemez rögzítése és egy rövid turné után a zenekar ideiglenesen föloszlott, Matláry Miklós az Ámok, Bob Macura a Green Division együttesben zenélt tovább a Nevergreen 2007-es újraalakulásáig.

## Számlista
| Ősnemzés 2004 HM | Ősnemzés 2004 HM   | Ősnemzés 2004 HM | Ősnemzés 2004 HM | Ősnemzés 2004 HM | Ősnemzés 2004 HM | Ősnemzés 2004 HM | Ősnemzés 2004 HM | Ősnemzés 2004 HM | Ősnemzés 2004 HM |
|                  | Cím                | Hossz            |                  |                  |                  |                  |                  |                  |                  |
| ---------------- | ------------------ | ---------------- | ---------------- | ---------------- | ---------------- | ---------------- | ---------------- | ---------------- | ---------------- |
| 1.               | Vérből vér         | 04:39            |                  |                  |                  |                  |                  |                  |                  |
| 2.               | Ősnemzés           | 03:58            |                  |                  |                  |                  |                  |                  |                  |
| 3.               | Vérnász            | 04:08            |                  |                  |                  |                  |                  |                  |                  |
| 4.               | Álomtestvér        | 04:41            |                  |                  |                  |                  |                  |                  |                  |
| 5.               | Sír a csönd        | 03:56            |                  |                  |                  |                  |                  |                  |                  |
| 6.               | A háború visszatér | 03:31            |                  |                  |                  |                  |                  |                  |                  |
| 7.               | Másik világ        | 04:44            |                  |                  |                  |                  |                  |                  |                  |
| 8.               | Az utolsó tánc     | 03:02            |                  |                  |                  |                  |                  |                  |                  |
| 9.               | Új ítélet          | 06:19            |                  |                  |                  |                  |                  |                  |                  |
| 10.              | Macbeth - A tör    | 01:19            |                  |                  |                  |                  |                  |                  |                  |
| 11.              | Blood from Blood   | 04:39            |                  |                  |                  |                  |                  |                  |                  |
| 12.              | Dying Breed        | 03:58            |                  |                  |                  |                  |                  |                  |                  |
| 13.              | Frozen Sun         | 04:08            |                  |                  |                  |                  |                  |                  |                  |
| 14.              | Brother Night      | 04:41            |                  |                  |                  |                  |                  |                  |                  |
| 15.              | Silence Is Weeping | 03:56            |                  |                  |                  |                  |                  |                  |                  |
| 16.              | The War Returns    | 03:31            |                  |                  |                  |                  |                  |                  |                  |
| 17.              | Another World      | 04:44            |                  |                  |                  |                  |                  |                  |                  |
| 18.              | The Last Dance     | 03:02            |                  |                  |                  |                  |                  |                  |                  |
| 19.              | New Religion       | 06:19            |                  |                  |                  |                  |                  |                  |                  |
| 01:19:15         |                    |                  |                  |                  |                  |                  |                  |                  |                  |

## Közreműködők
- Bob Macura – ének, basszusgitár
- Matláry Miklós – billentyűk
- Rusic Vladimir – gitár
- Szabó Endre – dob